# Crassula dependens
Crassula dependens (Bolus, 1881) è una pianta succulenta appartenente alla famiglia delle Crassulaceae, originaria di Namibia, Sudafrica e Lesotho.
L'epiteto specifico dependens deriva dal latino dependeo, sospeso, con riferimento al portamento della pianta.

## Descrizione

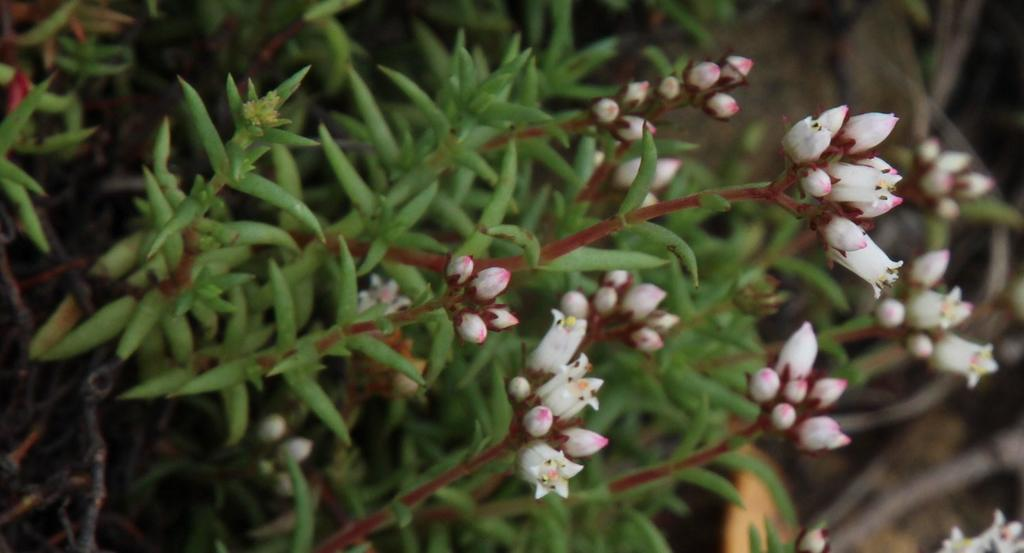
Steli di C. dependens in fiore.

C. dependens è una pianta perenne formata da steli eretti o striscianti, alti fino a 5 centimetri e che formano dei tappeti erbosi. Sono scarsamente ramificati e, da giovani, spessi circa 1 millimetro, di colore verde e con alcune papille simili a peli. Gli steli più vecchi presentano invece un colore marrone ed aspetto legnoso, arrivando a misurare 3 mm in diametro.
Le foglie, ascendenti e glabre, misurano tra 8 e 12 mm in lunghezza per 2-2,5 mm in larghezza, sono di colore verde-rossastro e non cadono con l'età. Hanno forma lineare-lanceolata, profilo appiattito, pagine biconvesse ed estremità acute.
Le infiorescenze a tirso, che si sviluppano a dicembre, presentano numerose dicasia laterali ed un peduncolo quasi indistinto, lungo circa 1 cm.
I fiori hanno un calice composto da sepali triangolari, lunghi 2–4 mm e dalle estremità ottuse. La corolla, di forma tubolare o orciolata e colore da bianco a crema, è costituita invece da petali brevemente fusi tra loro alla base, di forma da ellittica ad oblanceolata ed estremità arrotondate. Gli stami portano delle antere di colore nero o marrone.

## Distribuzione e habitat
C. dependens è una specie diffusa in Namibia, Lesotho e nelle province sudafricane di Capo Settentrionale, Capo Orientale e Stato Libero.
È originaria delle due ecoregioni di Karoo Nama ed Alto Veld, nell'area occupata dal Gruppo Beaufort, parte del Supergruppo del Karoo. Si trova invece in Namibia un'isolata popolazione, il cui areale è limitato al massiccio dei Monti Auas, nella regione di Khomas.